# Campeonato Mundial de Ciclismo em Pista de 1956
O Campeonato Mundial UCI de Ciclismo em Pista de 1956 foi realizado em Copenhague, na Dinamarca, entre os dias 26 de agosto e 2 de setembro, no Velódromo de  Ordrup. Foram disputadas cinco provas masculinas, três de profissionais e duas para amadores.

## Sumário de medalhas

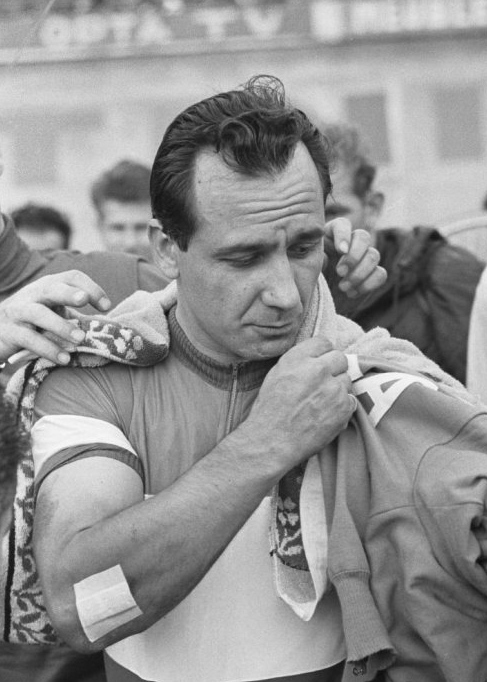
Antonio Maspes vencedor da prova velocidade individual.

| Eventos profissionais masculinos |                           |                             |                             |
| Velocidade individual            | Antonio Maspes · Itália   | Reg Harris · Reino Unido    | Oscar Plattner · Suíça      |
| Perseguição individual           | Guido Messina · Itália    | René Strehler · Suíça       | Wim van Est · Países Baixos |
| Motor-paced                      | Graham French · Austrália | Guillermo Timoner · Espanha | Walter Bucher · Suíça       |
| Eventos amadores masculinos      |                           |                             |                             |
| Velocidade individual            | Michel Rousseau · França  | Jorge Bátiz · Argentina     | Guglielmo Pesenti · Itália  |
| Perseguição individual           | Ercole Baldini · Itália   | Leandro Faggin · Itália     | John Geddes · Reino Unido   |

## Quadro de medalhas
| Ordem | País        | Medalha de ouro | Medalha de prata | Medalha de bronze | Total |
| ----- | ----------- | --------------- | ---------------- | ----------------- | ----- |
| 1     | Itália      | 3               | 1                | 1                 | 5     |
| 2     | França      | 1               | 1                | 0                 | 2     |
| 3     | Austrália   | 1               | 0                | 0                 | 1     |
| 4     | Reino Unido | 0               | 1                | 1                 | 2     |
| 5     | Argentina   | 0               | 1                | 0                 | 1     |
| 5     | Espanha     | 0               | 1                | 0                 | 1     |
| 7     | Suíça       | 0               | 0                | 2                 | 2     |
| 8     | Dinamarca   | 0               | 0                | 1                 | 1     |
|       | TOTAL       | 5               | 5                | 5                 | 15    |